# Jeff Wadlow
Pour les articles homonymes, voir Wadlow.
Jeff Wadlow, né le 2 mars 1976 aux États-Unis, est un réalisateur et scénariste américain.
Il est le neveu de la journaliste Katie Couric.

## Biographie
Jeff Wadlow est le fils de la sénatrice Emily Couric et grandit en Virginie. Très vite il se dirige vers une carrière artistique. Diplômé du Dartmouth College, il étudie à l'école de cinéma et de télévision de l'University of Southern California, et se spécialise dans le travail de production avec le programme Peter Stark. Elément brillant, il décroche une bourse et fait partie des 10 finalistes du Coca-Cola Refreshing Filmmaker's Award. Durant sa dernière année il tourne le court-métrage The Tower of Babble, qui fait grand bruit : cela lui permet de faire le tour d'une trentaine de festivals américains mais aussi internationaux.
Le jeune homme persévère et tourne un nouveau court, Manual Labor, qui lui aussi décroche de nombreuses récompenses, dont le premier prix du Chrysler Million Dollar Film Festival. Comme son nom l'indique, le prix lui rapporte un million de dollars de budget pour son premier long format. C'est ce qui donne Cry Wolf, avec un chiffre d'affaires final qui décuple la mise de départ, en plus d'être salué par la presse.Le cinéaste est lancé et fait tourner Topher Grace dans Living the lie, puis revient avec l'animé Catching Kringle.
Outre son travail de metteur en scène, il est aussi scénariste et signe avec Darrell Roodt et Beau Bauman le script du thriller Prey. Universal Studios est séduit par son travail et lui confie l'adaptation pour le petit écran de la série de livres d'horreur pour enfants Chair de poule.
À partir de 2005, Wadlow ajoute une nouvelle corde à son arc en devenant directeur artistique du programme The Adrenaline Film Projects, qui a pour but d'aider les débutants à monter un court-métrage en seulement 3 jours.
En 2008 sa carrière s'accélère avec son long-métrage Never back down, film d'arts martiaux. Quatre ans plus tard, c'est son nom qui ressort lorsqu'il faut choisir qui va réaliser Kick-Ass 2, suite des aventures de superhéros déjantés. Wadlow fait tourner Aaron Taylor Johnson, Chloë Grace Moretz et Jim Carrey.

## Filmographie

### Réalisateur
- 2002 : The Tower of Babble (court-métrage)
- 2002 : Manual Labor (court-métrage)
- 2004 : Catching Kringle (court-métrage)
- 2005 : Cry Wolf
- 2008 : Never Back Down
- 2013 : Kick-Ass 2
- 2016 : Les Mémoires d'un assassin international
- 2018 : Action ou Vérité (Truth or Dare)
- 2020 : Nightmare Island
- 2022 : Le Mauvais Esprit d'Halloween
- 2024 : Imaginary
- 2026 : Devil's Mouth

### Scénariste
- 2002 : The Tower of Babble (court-métrage) de Jeff Wadlow
- 2002 : Manual Labor (court-métrage) de Jeff Wadlow
- 2004 : Catching Kringle (court-métrage) de Jeff Wadlow
- 2005 : Cry Wolf de Jeff Wadlow
- 2007 : Terreur dans la savane (Prey) de Darrell Roodt
- 2010 : The Odds (TV)
- 2011 : Hail Mary (TV) de Brad Silberling
- 2013 : Kick-Ass 2
- 2018 : Action ou Vérité (Truth or Dare)
- 2020 : Bloodshot de Dave Wilson

### Acteur
- 2001 : Roswell - Saison 2, épisode 19 : le professeur
- 2001 : Pearl Harbor de Michael Bay : un gars en ligne 1
- 2002 : The Tower of Babble (court-métrage) de Jeff Wadlow : Derek
- 2007 : I'm Through with White Girls (The Inevitable Undoing of Jay Brooks) de Jennifer Sharp : Billy

### Producteur
- 2010 : The Odds (TV)
- 2011 : Hail Mary (TV) de Brad Silberling
- 2010 : Bates Motel (TV) d'Anthony Cipriano : 2 épisodes